# Balance and Composure
Balance and Composure ist eine US-amerikanische Indie-Rock-/Emoband aus Doylestown, Pennsylvania.

## Geschichte
Gegründet wurde Balance and Composure im September des Jahres 2007 in Doylestown im Bundesstaat Pennsylvania, nachdem sich zwei lokale Bands auflösten. Die erste feste Besetzung bestand aus Sänger und Gitarrist Jon Simmons, Gitarrist Andy Slaymaker, Bassist Matt Warner, Schlagzeuger Bailey Van Ellis und dem dritten Gitarristen Dan Kerrigan, der zur Zeit der Bandgründung im ersten Lehrjahr an der West Chester University war. Noch im November gleichen Jahres nahm die Gruppe eine Demo mit drei Stücken auf, ehe im Juli des darauffolgenden Jahres die Debüt-EP I Just Want to Be Pure folgte. Kurz im Anschluss an der Veröffentlichung der EP folgte eine zehntägige überregionale Tournee mit der befreundeten Band I Am Alaska. Zwischenzeitlich wurde Kerrigan durch Erik Petersen an der Gitarre ersetzt.
In den Jahren 2009 – nachdem die Band im April 2009 von No Sleep Records unter Vertrag genommen wurden – und 2010 erfolgte die Herausgabe zweier weitere EPs, darunter eine Split-Veröffentlichung mit der Emoband Tigers Jaw. Es folgten Konzertreisen mit Bands wie The Dear Hunter, dredg, Touché Amoré, die jeweils durch die Vereinigten Staaten führten, sowie die Veröffentlichung des Debütalbums Separation über No Sleep Records. Es folgten weitere Tourneen mit Bands wie La Dispute, Make Do and Mend, Rival Schools und Polar Bear Club, wobei zwei Tourneen erstmals außerhalb der USA, in Kanada und Australien absolviert worden. Zwischen März und Mai 2012 spielte die Band eine weitere Nordamerikatournee, ehe im August ihre erste Tournee im Vereinigten Königreich mit Pianos Become the Teeth stattfand. Im Dezember des Jahres wurde für den 26. Februar 2013 eine Split-EP mit der Emoband Braid angekündigt.
Im Mai des Jahres 2013 wurde das Nachfolge-Album zu Separation für den Herbst gleichen Jahres angekündigt; zwei Monate später launchte die Gruppe einen mysteriösen Countdown auf der offiziellen Webseite der Band. Dieser endete am 22. Juli mit der Ankündigung des zweiten Albums unter dem Titel The Things We Think We’re Missing für den 9. bzw. 10. September 2012. Das Album, das ein Feature von Anthony Green von Circa Survive aufweist, stieg in der Woche des 28. September 2013 auf Platz 51 in den US-amerikanischen Albumcharts ein und hielt sich eine Woche lang dort auf. Zwei Tage nach der Herausgabe des Albums startete die Band eine US-Konzertreise mit Title Fight. In der Nacht vom 6. auf den 7. Oktober 2013 wurde die Gruppe in einem schweren Verkehrsunfall verwickelt, bei der ihr Van sowie der Trailer komplett zerstört wurden, sodass die Musiker die letzten Konzerte der Tournee in Kanada absagen musste. Erst vier Jahre später sollten die Musiker offenbaren, dass sie nur knapp dem Tod entkommen sind. Von der Absage war eine Tournee als Vorband für Coheed and Cambria, welche knapp zwei Wochen nach dem Unfall startete, nicht betroffen.
Nachdem im Januar des Jahres 2014 eine Minitournee durch Kanada absolviert wurde, folgte im April und Mai eine US-Tournee als Vorband für Manchester Orchestra. Eine Woche später flogen die Musiker nach Australien, um mit La Dispute Konzerte spielen zu können. Dabei trat die Band auch erstmals in Neuseeland auf. Im Oktober und November folgte eine Konzertreise durch das europäische Festland, die von Milk Teeth, Moose Blood und Seaheaven begleitet wurde. Bereits im Jahr 2011 war die Band mit Title Fight und Transit in Europa zu sehen.
Von März bis Mai 2015 spielte die Gruppe eine Konzertreise mit Circa Survive und CHON durch die Vereinigten Staaten, wobei die Gruppen auch auf dem Coachella zu sehen waren. Im November und Dezember des Jahres 2017 tourten alle drei Bands erneut gemeinsam. Im Juni 2016 wurde angekündigt, dass Balance and Composure bei Vagrant Records unterschrieben haben. Über dem Label erschien im Oktober 2016 das dritte Album der Band unter dem Titel Light We Made. Der Unfall aus dem Jahr 2013 hatte dazu geführt, dass die Musiker anders an die Entstehung des Albums herangegangen sind. Das Album stieg auf Platz 137 in den nationalen Albumcharts ein und hielt sich eine Woche lang dort auf. Mitte Dezember des Jahres 2017 ließ Sänger Jon Simmons in einem Interview verlauten, dass die Band eine letzte US-Tournee spielen wird. Allerdings blieb unklar, ob damit auch das Ende der Gruppe angekündigt wurde.

## Musik
Die Gruppe ist fest verwurzelt im Indie-Rock, jedoch spielen in ihrer Musik auch Einflüsse des Emo und des Alternative Rocks ein. Das Musikportal Pitchfork Media schrieb Balance and Composure gar eine wichtige Rolle der neuen Welle des Post-Hardcore zu dessen musikalische Abgrenzungen als „elastisch“ beschrieben wurden. Musikalische Einflüsse sind Bands wie Explosions in the Sky, Modest Mouse, Red House Painters, Built to Spill, Neutral Milk Hotel und American Football. Aber auch Gruppen wie The Smiths und Emo-Veteranen wie Jimmy Eat World, Mineral, Braid, Jawbreaker, Texas Is the Reason und gar Countrysänger Johnny Cash werden zu den Einflüssen der Musiker gezählt. Laut dem Label No Sleep Records sind auch musikalische Ähnlichkeiten zu Title Fight, Brand New und sogar zu Nirvana zu finden.
Alex Schlage vom Ox-Fanzine hingegen verneinte einen Vergleich mit Gruppen wie Thrice, Sunny Day Real Estate, Brand New und Nirva und schrieb, dass die Musiker ihren eigenen Weg eingeschlagen haben. Die Band arbeitet mit drei Gitarristen; der Gesang von Jon Simmons wechsele auf dem Debütalbum Separation zwischen gutturalem und Klargesang. Das Riffing wird als atmosphärisch, die Melodien als eingängig beschrieben. Das Tempo der Musik ist meist im Midtempo-Bereich angesiedelt, sodass die Gruppe bereits als „Title Fight in langsamer“ oder als „Punk-Rock 2.0“ bezeichnet, wobei die Musik von Balance and Composure eine Mischung aus Hardcore Punk, Punk-Rock, Grunge und 90er-Jahre-Emo beschrieben wird, wobei Mineral und Texas Is the Reason für den Emo-Einfluss als Referenzen herangezogen werden. Das zweite Album der Band, The Things We Think We’re Missing, wird als eine härtere Version des Brand-New-Albums The Devil and God Are Raging Inside Me beschrieben.

## Diskografie
- I Just Want to Be Pure (EP, 2008)
- Only Boundaries (EP, 2009)
- Balance and Composure/Tigers Jaw (Split-EP, 2010)
- Separation (Album, 2011)
- Acoustic (7"-EP, 2012)
- Braid/Balance and Composure (Split-EP, 2012)
- The Things We Think We’re Missing (Album, 2013, No Sleep Records)
- Off the Road: A Studio 4 Family Compilation (Kompilation)
- Light We Made (Album, 2016, Vagrant Records)
- Postcard/Revelation (7"-Single, 2016)
- Slow Heart (7"-Single, 2017)
- To Quick to Forgive (EP, 2023)
- with you in spirit (Album, 2024)
- The Things We Think We’re Missing (Live at Studio 4) (Album, 2025)